# Shua Samtskaro
Shua Samtskaro (en georgiano: შუა სამწყარო) o Astaukkag Samtskaro (en osetio: Астæуккаг Самцъхъаро) es una aldea que pertenece a la parcialmente reconocida República de Osetia del Sur, parte del distrito de Znaur, aunque de iure pertenece al municipio de Tighvi de la región de Iberia Interior de Georgia.

## Geografía
Shua Samtskaro se encuentra entre los ríos Froni Medio y Froni Oriental, a 6 kilómetros de Kornisi. 

## Historia
La aldea estuvo incluida en el distrito de Znaur hasta 1991. Desde entonces pasó a estar incluido en el municipio de Kareli y posteriormente, en el municipio de Tighvi, aunque Georgia perdió su control en la guerra de Osetia del Sur (1991-1992).

## Demografía
La evolución demográfica de Shua Samtskaro entre 1939 y 1989 fue la siguiente:
| 103                                                      | 79 | 37 | 40 | 30 |
| (Fuente: Population of South Ossetia since Soviet times) |    |    |    |    |

Según el censo soviético de 1959, la mayoría de la población local eran osetios.